# Elvira Mínguez
Elvira Mínguez (Valladolid, 23 luglio 1968) è un'attrice spagnola.

## Filmografia parziale

### Cinema
- Días contados, regia di Imanol Uribe (1994)
- Historias del Kronen, regia di Montxo Armendáriz (1995)
- La buona stella (La buena estrella), regia di Ricardo Franco (1997)
- Lágrimas negras, regia di Fernando Bauluz e Ricardo Franco (1998)
- El invierno de las anjanas, regia di Pedro Telechea (2000)
- Sfida per la vittoria (El portero), regia di Gonzalo Suárez (2000)
- Solo mia (Sólo mía), regia di Javier Balaguer (2001)
- Danza di sangue - Dancer Upstairs (The Dancer Upstairs), regia di John Malkovich (2002)
- Trece campanadas, regia di Xavier Villaverde (2002)
- The Reckoning - Percorsi criminali (The Reckoning), regia di Paul McGuigan (2003)
- Grimm, regia di Alex van Warmerdam (2003)
- Los abajo firmantes, regia di Joaquín Oristrell (2003)
- Tapas, regia di José Corbacho e Juan Cruz (2005)
- La caja, regia di J.C. Falcón (2006)
- Pudor, regia di David Ulloa e Tristán Ulloa (2007)
- Cobardes, regia di José Corbacho e Juan Cruz (2008)
- Che - L'argentino (Che: Part One), regia di Steven Soderbergh (2008)
- Desconocido - Resa dei conti (El desconocido), regia di Dani de la Torre (2015)
- Truman - Un vero amico è per sempre (Truman), regia di Cesc Gay (2015)
- El elegido, regia di Antonio Chavarrías (2016)
- No culpes al karma de lo que te pasa por gilipollas, regia di Maria Ripoll (2016)
- Il guardiano invisibile (El guardián invisible), regia di Fernando González Molina (2017)
- Tutti lo sanno (Todos lo saben), regia di Asghar Farhadi (2018)
- Inciso nelle ossa (Legado en los huesos), regia di Fernando González Molina (2019)
- Offerta alla tormenta (Ofrenda a la tormenta), regia di Fernando González Molina (2020)
- La casa del caracol, regia di Macarena Astorga (2021)

### Televisione
- Mar de dudas - serie TV, 13 episodi (1995)
- La virtud del asesino - serie TV, 13 episodi (1998)
- Abuela de verano - serie TV, 13 episodi (2005)
- Clara Campoamor - La donna dimenticata (Clara Campoamor. La mujer olvidada) - film TV (2011)
- Imperium - serie TV, 6 episodi (2012)
- Il tempo del coraggio e dell'amore (El tiempo entre costuras) - serie TV, 5 episodi (2013)
- Senza identità (Sin identidad) - serie TV, 5 episodi (2013)
- Hermanos - serie TV, 5 episodi (2014)
- Presunto culpable - serie TV, 13 episodi (2018)
- Instinto - serie TV, 8 episodi (2019)
- Unità speciale scomparsi (Desaparecidos) - serie TV, 29 episodi (2020-2022)

## Premi
- Medallas del Círculo de Escritores Cinematográficos
  - 2006: "Mejor Actriz Secundaria" (Tapas)
- Premi Goya
  - 2006: "Mejor Actriz de Reparto" (Tapas)
- Karlovy Vary International Film Festival
  - 2007: "Best Actress" (Pudor)
- Málaga Film Festival
  - 2005: "Mejor Actriz" (Tapas)
  - 2007: "Mejor Actriz" (Pudor)
- Miami Hispanic Film Festival
  - 1999: "Golden Egret - Best Actress" (Em dic Sara)
- Premi Ondas
  - 1994: "Mejor Actriz" (Días contados) - condiviso
- Unión de Actores y Actrices
  - 2006: "Secundario Cine - Categoría Femenina" (Tapas)
  - 2014: "Secundario TV - Categoría Femenina" (Il tempo del coraggio e dell'amore)
  - 2015: "Reparto TV - Categoría Femenina" (Senza identità)
  - 2019: "Reparto Cine - Categoría Femenina" (Tutti lo sanno)
- Peñíscola Comedy Film Festival
  - 2007: "Best Actress" (La caja)
- Murcia Week of Spanish Cinema
  - 2007: "Francisco Rabal Award - Best Actress" (La caja)
- Mestre Mateo Awards
  - 2016: "Best Supporting Actress" (Desconocido - Resa dei conti)